# Gran Premio motociclistico delle Nazioni 1988
Il Gran Premio motociclistico delle Nazioni 1988 fu la quinta gara del Motomondiale 1988. Si disputò nel weekend del 19–22 maggio 1988 sull'Autodromo Enzo e Dino Ferrari di Imola. La gara delle classe 125 si corse il sabato, mentre quelle di 500, 250 e 80 la domenica.
Alle prove della 125 partecipò anche Taru Rinne, una delle poche donne ad avere gareggiato nel motomondiale, che però in quest'occasione non riuscì a qualificarsi per la gara.

## Classe 500

### Arrivati al traguardo

La partenza della classe 250

| Pos | Pilota              | Moto      | Tempo     | Punti |
| --- | ------------------- | --------- | --------- | ----- |
| 1   | Eddie Lawson        | Yamaha    | 48:17.16  | 20    |
| 2   | Wayne Gardner       | Honda     | +15.51    | 17    |
| 3   | Wayne Rainey        | Yamaha    | +26.74    | 15    |
| 4   | Kevin Schwantz      | Suzuki    | +32.86    | 13    |
| 5   | Kevin Magee         | Yamaha    | +48.49    | 11    |
| 6   | Pierfrancesco Chili | Honda     | +53.12    | 10    |
| 7   | Randy Mamola        | Cagiva    | +1:15.11  | 9     |
| 8   | Shunji Yatsushiro   | Honda     | +1:16.77  | 8     |
| 9   | Raymond Roche       | Cagiva    | +1:17.21  | 7     |
| 10  | Tadahiko Taira      | Yamaha    | +1:18.01  | 6     |
| 11  | Niall Mackenzie     | Honda     | +1:27.56  | 5     |
| 12  | Robert McElnea      | Suzuki    | +1:52.090 | 4     |
| 13  | Alessandro Valesi   | Honda     | +1 giro   | 3     |
| 14  | Marco Gentile       | Fior      | +1 giro   | 2     |
| 15  | Patrick Igoa        | Yamaha    | +1 giro   | 1     |
| 16  | Ron Haslam          | Elf-Honda | +1 giro   |       |
| 17  | Alberto Rota        | Honda     | +1 giro   |       |
| 18  | Fabio Barchitta     | Honda     | +1 giro   |       |
| 19  | Bruno Kneubühler    | Honda     | +1 giro   |       |
| 20  | Romolo Balbi        | Honda     | +1 giro   |       |
| 21  | Ari Rämö            | Honda     | +1 giro   |       |
| 22  | Peter Sköld         | Honda     | +1giro    |       |
| 23  | Rachel Nicotte      | Honda     | +2 giri   |       |
| 24  | Marco Papa          | Honda     | +2 giri   |       |
| 25  | Maarten Duyzers     | Honda     | +2 giri   |       |
| 26  | Niggi Schmassman    | Honda     | +3 giri   |       |

### Ritirati
| Pilota             | Moto   | Motivo ritiro |
| ------------------ | ------ | ------------- |
| Steve Manley       | Suzuki |               |
| Manfred Fischer    | Honda  |               |
| Daniel Amatriaín   | Honda  |               |
| Christian Sarron   | Yamaha | Caduta        |
| Massimo Broccoli   | Cagiva |               |
| Roger Burnett      | Honda  |               |
| Didier de Radiguès | Yamaha | Caduta        |
| Jean Luc Demierre  | Suzuki |               |
| Vittorio Scatola   | Paton  |               |
| Fabio Biliotti     | Honda  |               |

### Non qualificati
| Pilota            | Moto   |
| ----------------- | ------ |
| Larry Vacondio    | Suzuki |
| Leandro Becheroni | Honda  |
| Andreas Leuthe    | Suzuki |

## Classe 250

### Arrivati al traguardo
| Pos | Pilota               | Moto      | Tempo     | Punti |
| --- | -------------------- | --------- | --------- | ----- |
| 1   | Dominique Sarron     | Honda     | 43:57.530 | 20    |
| 2   | Sito Pons            | Honda     | +8.640    | 17    |
| 3   | Juan Garriga         | Yamaha    | +15.880   | 15    |
| 4   | Masahiro Shimizu     | Honda     | +20.270   | 13    |
| 5   | Luca Cadalora        | Yamaha    | +28.040   | 11    |
| 6   | Reinhold Roth        | Honda     | +31.900   | 10    |
| 7   | Carlos Lavado        | Yamaha    | +34.890   | 9     |
| 8   | Jacques Cornu        | Honda     | +38.040   | 8     |
| 9   | Jean-Philippe Ruggia | Yamaha    | +40.130   | 7     |
| 10  | Anton Mang           | Honda     | +48.110   | 6     |
| 11  | Donnie McLeod        | EMC-Rotax | +1:20.430 | 5     |
| 12  | Manfred Herweh       | Yamaha    | +1:21.200 | 4     |
| 13  | Harald Eckl          | Aprilia   | +1:21.630 | 3     |
| 14  | Stefano Caracchi     | Honda     | +1:25.560 | 2     |
| 15  | August Auinger       | Aprilia   | +1:26.570 | 1     |
| 16  | Massimo Matteoni     | Yamaha    | +1:34.290 |       |
| 17  | Paolo Casoli         | Garelli   | +1:42.880 |       |
| 18  | Siegfried Minich     | Yamaha    |           |       |
| 19  | Javier Cardelús      | Aprilia   |           |       |
| 20  | Jean Foray           | Yamaha    |           |       |
| 21  | Urs Luzi             | Honda     |           |       |
| 22  | Jean-Michel Mattioli | Yamaha    | +1 giro   |       |
| 23  | Urs Jücker           | Yamaha    | +1 giro   |       |

### Ritirati
| Pilota              | Moto            | Motivo ritiro |
| ------------------- | --------------- | ------------- |
| Martin Wimmer       | Yamaha          | Caduta        |
| Bruno Casanova      | Aprilia         | Caduta        |
| Helmut Bradl        | Honda           |               |
| Maurizio Vitali     | Gazzaniga-Rotax |               |
| Fausto Ricci        | Aprilia         |               |
| Marcellino Lucchi   | Honda           |               |
| Loris Reggiani      | Aprilia         | Caduta        |
| Alberto Puig        | Honda           | Caduta        |
| Andreas Preining    | Aprilia         | Caduta        |
| John Kocinski       | Yamaha          | Caduta        |
| Kevin Mitchell      | Yamaha          |               |
| Alain Bronec        | Honda           | Caduta        |
| Jean-François Baldé | Défi-Rotax      | Caduta        |

### Non qualificati
| Pilota             | Moto    |
| ------------------ | ------- |
| René Zanatta       | Yamaha  |
| Guy Bertin         | Yamaha  |
| Bruno Bonhuil      | Honda   |
| Hans Lindner       | Honda   |
| Engelbert Neumair  | Aprilia |
| Chris Martin       | Aprilia |
| Ivan Palazzese     | Yamaha  |
| Ivan Troisi        | Yamaha  |
| René Delaby        | Yamaha  |
| Jochen Schmid      | Honda   |
| Thierry Rapicault  | Fior    |
| Juan López Mella   | Honda   |
| Nedy Crotta        | Aprilia |
| Marcello Iannetta  | Yamaha  |
| Vittorio Gibertini | Yamaha  |

## Classe 125

### Arrivati al traguardo
| Pos | Pilota             | Moto         | Tempo     | Punti |
| --- | ------------------ | ------------ | --------- | ----- |
| 1   | Jorge Martínez     | Derbi        | 39:16.430 | 20    |
| 2   | Manuel Herreros    | Derbi        | +8.700    | 17    |
| 3   | Ezio Gianola       | Honda        | +12.860   | 15    |
| 4   | Pier Paolo Bianchi | Cagiva       | +13.670   | 13    |
| 5   | Hans Spaan         | Honda        | +13.820   | 11    |
| 6   | Larry Reyes        | Garelli      | +14.000   | 10    |
| 7   | Gastone Grassetti  | Honda        | +14.230   | 9     |
| 8   | Adi Stadler        | Honda        | +15.140   | 8     |
| 9   | Hisashi Unemoto    | Honda        | +35.150   | 7     |
| 10  | Johnny Wickström   | Honda        | +36.470   | 6     |
| 11  | Stefan Prein       | Honda        | +36.470   | 5     |
| 12  | Heinz Lüthi        | Honda        | +36.820   | 4     |
| 13  | Allan Scott        | Honda        | +39.350   | 3     |
| 14  | Jussi Hautaniemi   | Honda        | +40.270   | 2     |
| 15  | Julián Miralles    | Honda        | +46.630   | 1     |
| 16  | Esa Kytölä         | Honda        |           |       |
| 17  | Josef Fischer      | Rotax        |           |       |
| 18  | Alfred Waibel      | Waibel-Honda |           |       |
| 19  | Kris Galatowicz    | Honda        |           |       |
| 20  | Domenico Brigaglia | Gazzaniga    |           |       |
| 21  | Claudio Macciotta  | Honda        |           |       |
| 22  | Koji Takada        | Honda        |           |       |
| 23  | Hubert Abold       | Honda        |           |       |
| 24  | Jean-Claude Selini | Honda        |           |       |
| 25  | Thierry Feuz       | Rieju        |           |       |
| 26  | Stefano Bianchi    | Cardati      | +1 giro   |       |

### Ritirati
| Pilota            | Moto    | Motivo |
| ----------------- | ------- | ------ |
| Lucio Pietroniro  | Honda   |        |
| Gerhard Waibel    | Honda   |        |
| Javier Debón      | Arbizu  |        |
| Robin Appleyard   | Honda   |        |
| Andrea Brasini    | MBA     |        |
| Stefan Dörflinger | Honda   |        |
| Mike Leitner      | LCR     |        |
| Corrado Catalano  | Aprilia |        |
| Ian McConnachie   | Cagiva  |        |

### Non partito
| Pilota         | Moto    | Motivo |
| -------------- | ------- | ------ |
| Fausto Gresini | Garelli |        |

### Non qualificati
| Pilota               | Moto    |
| -------------------- | ------- |
| Andrés Sánchez       | Rotax   |
| Serge Julin          | Rotax   |
| Paul Bordes          | Honda   |
| Taru Rinne           | Honda   |
| Robin Milton         | Rotax   |
| Jos van Dongen       | Honda   |
| Christian Le Badezet | Honda   |
| Bady Hassaine        | Honda   |
| Jörg Seel            | Seel    |
| Marco Cipriani       | Honda   |
| Manuel Hernández     | Honda   |
| Juan Ramon Bolart    | Cobas   |
| Bert Smit            | Honda   |
| Dario Marchetti      | Rotax   |
| Karl Dauer           | Hummel  |
| Serafino Foti        | Mondial |

## Classe 80

### Arrivati al traguardo
| Pos | Pilota             | Moto    | Tempo    | Punti |
| --- | ------------------ | ------- | -------- | ----- |
| 1   | Jorge Martínez     | Derbi   | 31:49.85 | 20    |
| 2   | Stefan Dörflinger  | Krauser |          | 17    |
| 3   | Manuel Herreros    | Derbi   |          | 15    |
| 4   | Àlex Crivillé      | Derbi   |          | 13    |
| 5   | Károly Juhász      | Krauser |          | 11    |
| 6   | Bogdan Nikolov     | Krauser |          | 10    |
| 7   | Peter Öttl         | Krauser |          | 9     |
| 8   | Giuseppe Ascareggi | BBFT    |          | 8     |
| 9   | Reiner Koster      | LCR     |          | 7     |
| 10  | René Dünki         | Krauser |          | 6     |
| 11  | Jos van Dongen     | Casal   |          | 5     |
| 12  | Jörg Seel          | Seel    |          | 4     |
| 13  | Gabriele Gnani     | Gnani   |          | 3     |
| 14  | Bert Smit          | Krauser |          | 2     |
| 15  | Serge Julin        | Casal   |          | 1     |
| 16  | Mathias Ehinger    | Krauser |          |       |
| 17  | Paul Bordes        | Rieju   |          |       |
| 18  | Rudolf Kunz        | Rieju   |          |       |
| 19  | Lionel Robert      | Krauser |          |       |
| 20  | Hans Koopman       | Rieju   |          |       |
| 21  | Stefan Brägger     | Casal   |          |       |
| 22  | Ralf Hobl          | Krauser | +1 giro  |       |
| 23  | Salvatore Milano   | Krauser | +1 giro  |       |
| 24  | Kees Besseling     | CJB     | +1 giro  |       |
| 25  | Philippe Desmet    | Autisa  | +1 giro  |       |
| 26  | Stuart Edwards     | Casal   | +1 giro  |       |
| 27  | Alojz Pavlič       | Seel    | +1 giro  |       |
| 28  | Chris Baert        | Casal   | +1 giro  |       |

### Ritirati
| Pilota             | Moto    | Motivo |
| ------------------ | ------- | ------ |
| Adrie Nijenhuis    | Casal   | Caduta |
| Günter Schirnhofer | Krauser |        |
| Heinz Paschen      | Kiefer  |        |
| Herri Torrontegui  | Autisa  |        |
| Javier Arumi       | Krauser |        |
| Jacques Bernard    | Fantic  |        |
| Jaime Mariano      | Cobas   |        |
| Roberto Sassone    | BF      |        |

### Non qualificati
| Pilota             | Moto       |
| ------------------ | ---------- |
| Mario Scalinci     | UFO        |
| Thomas Engl        | Krauser    |
| Francesco Fantini  | BBFT       |
| Ian McConnachie    | Autisa     |
| Dennis Batchelor   | Krauser    |
| Vincenzo Saffiotti | UFO        |
| Sandro Paris       | UFO        |
| Otto Machinek      | Om-Spezial |
| Joaquin Gali       | Krauser    |
| Giuliano Tabanelli | UFO        |